# 田原市立泉小学校
田原市立泉小学校（たはらしりつ いずみしょうがっこう）は、愛知県田原市江比間町にある公立小学校。

## 校区
- 旧・渥美郡渥美町の小学校である。石神町、伊川津町、村松町、八王子町、江比間町、宇津江町、馬伏町、夕陽が浜が校区であり、公立中学校に進学する場合は田原市立赤羽根中学校へ進学する [1]。

## 沿革
開校年は、1998年発行の『六三制教育五十周年記念 愛知県小中学校誌』では1900年開校、泉小学校HPでは1909年開校となっている。1900年は泉尋常小学校に高等科が設置された年であり、1909年は現在地に校舎が完成した年である。ここでは泉小学校HPの1909年を開校年とし、それ以前についても記述する。
- 1873年（明治6年） - 石神村に石神学校、伊川津村に伊川津学校、村松村に村松学校、八王子村に八王子学校、江比間村に酔馬学校、宇津江村に宇津江学校が開校する。
- 1887年（明治20年） - 石神学校、伊川津学校、村松学校、八王子学校、酔馬学校、宇津江学校を統合し、尋常小学酔馬学校となる。
- 1889年（明治22年）10月1日 - 宇津江村、江比間村、八王子村、馬伏村、伊川津村、石神村、村松村が合併し、泉村が発足。
- 1893年（明治26年）1月 -
  - 尋常小学酔馬学校から石神尋常小学校、伊川津尋常小学校、村松八王子尋常小学校、宇津江尋常小学校が分離する。
  - 尋常小学酔馬学校に高等科を併設する。同時に泉尋常高等小学校に改称する。
- 1897年（明治30年）1月 -
  - 泉尋常高等小学校が泉尋常小学校と泉高等小学校に分立する。
  - 伊川津尋常小学校が泉尋常小学校に統合される。
- 1900年（明治33年）
  - 4月 - 泉村内の小学校が統廃合され、泉高等小学校、泉尋常小学校、宇津江尋常小学校となる。
  - 11月 - 泉高等小学校と泉尋常小学校を統合し、泉尋常高等小学校となる。
- 1909年（明治42年）5月 - 泉尋常高等小学校が現在地に校舎を新築し、移転する。
- 1910年（明治43年）4月 - 宇津江尋常小学校が泉尋常高等小学校に統合される。
- 1941年（昭和16年）4月1日 - 泉国民学校に改称する。
- 1947年（昭和22年）4月1日 - 泉村立泉小学校に改称する。
- 1955年（昭和30年）4月15日 - 福江町、伊良湖岬村、泉村が合併し、渥美町が発足。同時に渥美町立泉小学校に改称する。
- 2005年（平成17年）10月1日 - 渥美町が田原市に編入される。同時に田原市立泉小学校に改称する。

## 交通アクセス
- 豊鉄バス伊良湖本線「新江比間」バス停より徒歩すぐ。

## 周辺施設
- 泉保育園
- 泉港
- 新江比間海水浴場

※かつては近隣に田原市立泉中学校があったが、2021年に閉校した。

## 著名な出身者
- 辻彩乃（バレーボール選手）
- 久田哲史（Speee創業者・元代表取締役、Print代表取締役、Datachain代表取締役）